# Liparochrus lugubris
Liparochrus lugubris är en skalbaggsart som beskrevs av Gilbert John Arrow 1925. Liparochrus lugubris ingår i släktet Liparochrus och familjen Hybosoridae. Inga underarter finns listade i Catalogue of Life.